# Lev L'vovič Tolstoj
Lev L'vovič Tolstoj, noto anche come L'vov (Jasnaja Poljana, 20 maggio 1869 – Skon, 18 ottobre 1945), è stato uno scrittore ed artista russo, figlio di Lev Tolstoj e Sof'ja Bers.

## Biografia
Quarto di tredici figli, il padre lo definiva, già in tenera età, «grazioso, furbo, mentalmente vivace, gentile. Tutto ciò che indossa sembra confezionato su misura. Imita quello che gli altri fanno, molto bene, con abilità». Entusiasta tolstoiano in gioventù, si allontanò progressivamente da tale orientamento di pensiero. La sorella maggiore Tat'jana scriverà in merito:
Dopo il liceo, s'iscrisse alla facoltà di Medicina dell'Università di Mosca, nonostante le perplessità del padre. Spiegherà: «Io volevo diventare medico per fare del bene agli uomini. Tolstoj considerava i medici la casta più ripugnante della nostra società».
Nel 1891 e nei due anni successivi, la famiglia Tolstoj si mobilitò in aiuto delle popolazioni della Russia centrale colpite dalla carestia. Lev junior, pur essendo ancora uno studente, volle partecipare in prima persona ai soccorsi nella provincia di Samara, ma si ammalò di tifo e dovette restare ricoverato per più di due anni. Continuò poi a soffrire di una nevrosi accompagnata da debolezza generale, che scomparve solo nel 1896, quando in Svezia sposò Dora Westerlund, figlia del medico che lo guarì, dalla quale ebbe dieci figli. Egli attribuì al tolstoismo la causa della propria malattia:

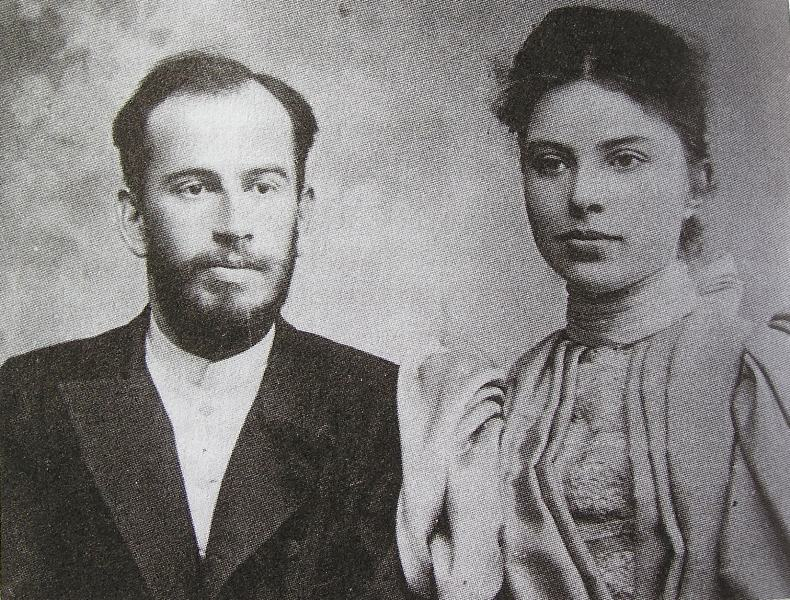
Lev con Dora Westerlund nel 1896

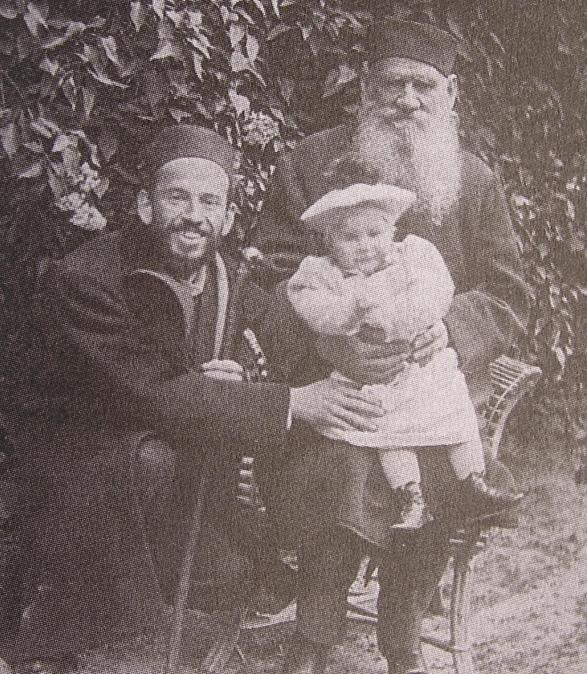
Tre generazioni: Lev Nikolàevič Tolstoj col figlio Lev e il nipote Pala

Nel 1900 si stabilì a San Pietroburgo, dove scrisse commedie, articoli e opere di narrativa. Nel suo racconto più famoso, Il preludio di Chopin (1898), polemizzò con la Sonata a Kreutzer del padre, opponendo alla dottrina della castità assoluta l'ideale del matrimonio precoce. Lev senior, da parte sua, definì l'opera del figlio come «stupida e priva di talento» e – dopo aver scritto il suo ultimo testamento, in cui cedeva al pubblico dominio tutti i diritti d'autore – annotò nel diario:
Poco prima di firmare il testamento, il padre aveva avuto con lui aspre discussioni (il figlio era intervenuto nelle liti fra i genitori per assumere le difese della madre), scrivendo nel diario:
Oltre che scrittore e pubblicista, Lev junior fu anche scultore, ritrattista e musicista, componendo melodie popolari che negli anni a venire avrebbero continuato ad essere cantate a Jasnaja Poljana.
Emigrò e visse negli Stati Uniti, in Italia, in Francia e in Svezia, dove morì a Skon. Utilizzò lo pseudonimo di «L'vov». Pubblicò due libri di ricordi: La verità su mio padre (scritto in francese e pubblicato a Parigi nel 1923) e Leone Tolstoj visto da suo figlio.

## Bibliografia

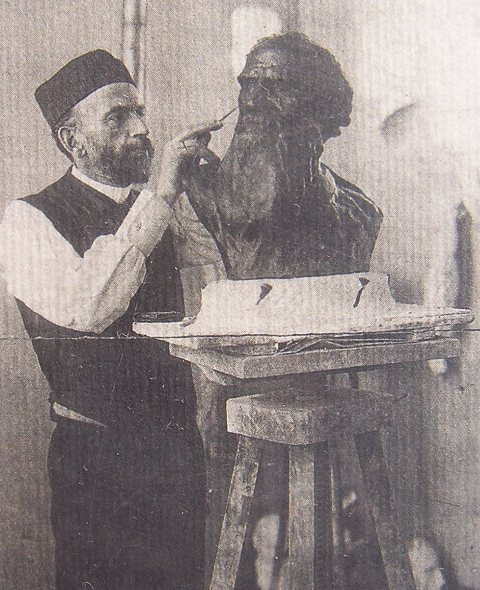
Lev L'vovič scolpisce un busto del padre